# Super Adventure Island
Super Adventure Island – komputerowa gra platformowa stworzona i wydana przez Hudson Soft w 1992 roku. Jest piątą (pierwszą na konsole SNES) grą z serii Adventure Island.